# Васил Попов (футболист)
Вижте пояснителната страница за други личности с името Васил Попов.
Васил Попов (роден на 19 ноември 1995) е български футболист, защитник, състезател на Монтана.

## Отличия
- Купа на България – 1 път носител (2016) с ЦСКА (София)
- Шампион на Югозападна В група с ЦСКА (София) през 2015/2016 г.